# 李卓美
李卓美（1926年—），女，广东番禺人，中国高分子物理化学家，曾任中山大学化学系系主任、教授，中国化学会理事。